# Dolno Palčište
Dolno Palčište (makedonsky: Долно Палчиште, albánsky: Pallçisht i Poshtëm) je vesnice v Severní Makedonii. Nachází se v opštině Bogovinje v Položském regionu.

## Geografie
Vesnice se nachází v oblasti Položská kotlina, 5 km jižně od města Tetovo. Vesnice je rovinatá a leží v nadmořské výšce 560 metrů. Její rozloha činí 8 km2.

## Demografie
Podle statistiky Vasila Kančova z roku 1900 žilo ve vesnici 300 obyvatel, z toho 200 byli Albánci a 180 Makedonci.
Podle sčítání lidu z roku 2002 žije ve vesnici 3 345 obyvatel, etnické složení je:
- Albánci – 3 302
- Makedonci – 24
- ostatní – 19

| Rok          | 1900 | 1953  | 1961  | 1971  | 1981  | 1994  | 2002  |
| ------------ | ---- | ----- | ----- | ----- | ----- | ----- | ----- |
| Obyvatelstvo | 300  | 1 403 | 1 471 | 1 889 | 2 414 | 2 621 | 3 302 |